# Градиский монастырь
Градиский монастырь (чеш. Klášter Hradisko) — премонстрантский монастырь в Оломоуце, один из первых монастырей в Моравии, основанный в 1078 году. В настоящее время в здании монастыря размещена больница. В 1995 году объявлен национальным памятником культуры Чешской Республики.

## История монастыря

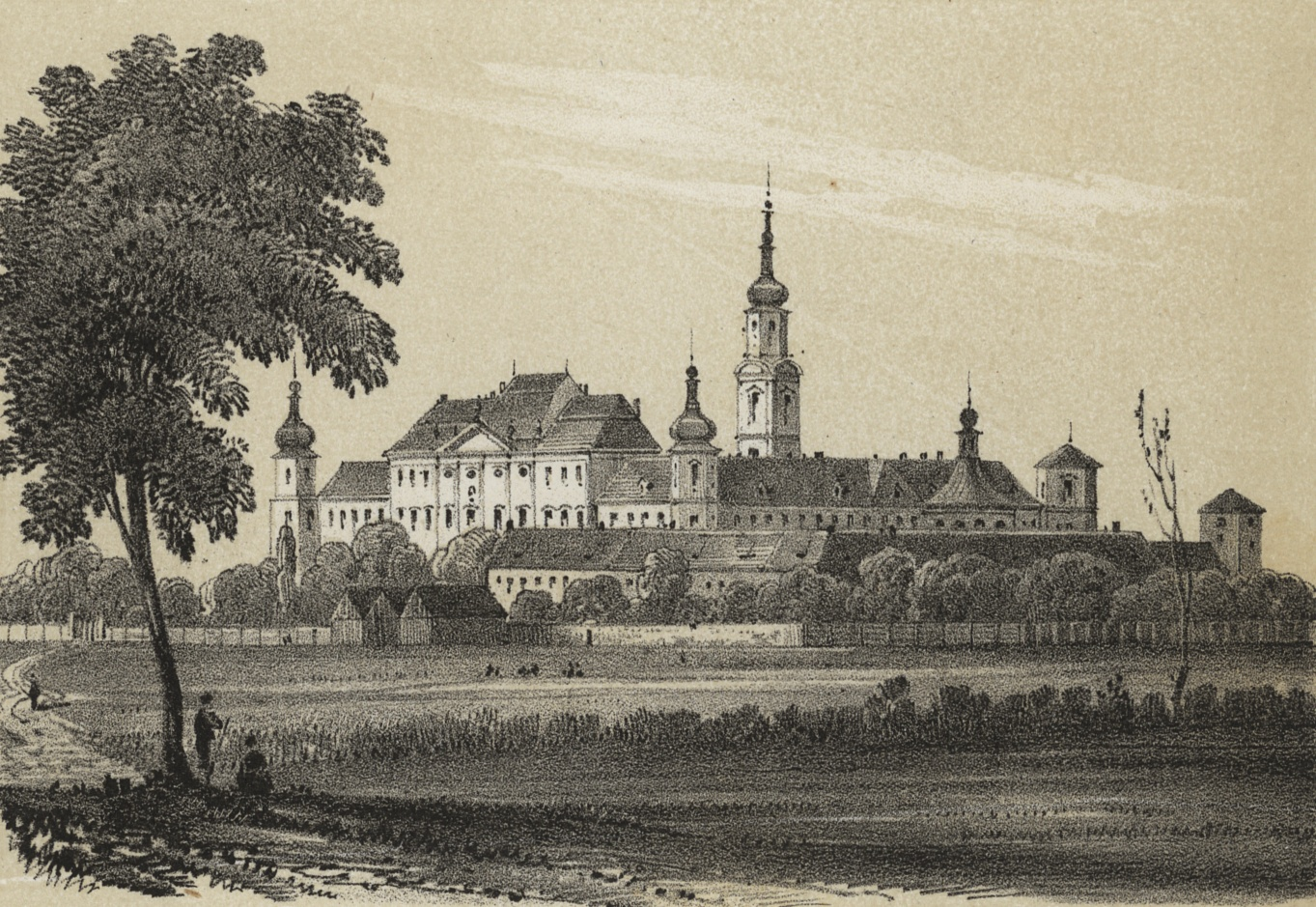
Вид на монастырь в 1845 году

Бенедиктинский монастырь в окрестностях Оломоуца стал вторым моравским монастырём после основанного в 1045 году Райградского монастыря. Градиский монастырь был заложен в 1078 году в честь св. Стефана оломоуцким князем Отой I и его женой Эуфемией Венгерской. 3 февраля 1078 года была издана учредительная грамота, в которой перечислялись земли, дарованные новому монастырю. Через несколько дней была издана королевская грамота, подтвердившая статус монастыря и передавшая ему во владение ещё две деревни в Богемии (Угерско и Недамнержице).
Во второй половине 40-х годов XII века монахи-бенедиктинцы были изгнаны из Оломоуца и Градиский монастырь был передан ордену премонстрантов.
Монастырь неоднократно подвергался набегом неприятельских сил: в 1241 году его разграбили монгольские войска Бату, а в 1429 и 1432 годах монастырь разоряли гуситы. Уцелел только Костёл св. Стефана. Монастырь был восстановлен в правление короля Йиржи из Подебрад (1458—1471).
В 1642 году монастырь вновь был разграблен и разрушен, на этот раз шведскими войсками, занявшими Оломоуц. Наиболее ценные книги из монастыря были отправлены в Швецию в качестве военных трофеев. В XVII—XVIII веках монастырь был восстановлен и перестроен в архитектурном стиле барокко.
В 1787 году в результате реформ императора Иосифа II Градиский монастырь был закрыт, его имущество распродано. В 1785 году на базе монастыря была учреждена Генеральная моравская семинария. В 1787—1790 годах вице ректором, затем ректором семинарии был просветитель Йосеф Добровский. В 1790 году указом императора Леопольда II Генеральная моравская семинария, как и все остальные семинарии во всей монархии Габсбургов, была закрыта, а её имущество передано армии.
В 1800 году здесь был устроен лагерь для пленных французских солдат. В январе 1802 года в монастырь переехал военный госпиталь.

## Аббаты монастыря
- 1078—1081 гг. — Ян
- 1081—1116 гг. — Бермар
- 1116—1127 гг. — Паулин
- 1138—1144 гг. — Деоцар

- 1150—1158 гг. — Рейнер
- ок. 1158—1159 гг. — Йиржи I
- 1160 г. — Блажей
- 1174 г. — Михаэль
- 1184—1189 гг. — Детрших
- 1196—1200 гг. — Гилариус
- 1201—1216 гг. — Гержман
- 1215—1223 гг. — Бонифаций
- 1223—1229 гг. — Петр I
- 1229—1232 гг. — Абрахам из Стршельни
- 1232—1233 гг. — Ривин
- 1232–1240/124 гг. — Герлах
- 1240/1243–1267 гг. — Роберт I
- 1269–1290 гг. — Будиш
- 1290/1292–1299 гг. — Хвалко
- 1299–1300 гг. — Роман
- 1300–1310 гг. — Роман
- 1310–1315 гг. — Богуслав
- 1315–1322 гг. — Йиндржих
- 1322–1332 гг. — Томаш I
- 1332–1336 гг. — Бедржих I
- 1336–1350 гг. — Августин
- 1350–1356 гг. — Бернард I
- 1356–1365 гг. — Пршибыслав из Одлоховиц
- 1365–1381 гг. — Терварт
- 1381 г. — Матиаш (?)
- 1381–1382 гг. — Пётр II Горине
- 1382–1386 гг. — Штепан I
- 1386–1406 гг. — Викер из Крженовиц
- 1409–1412 гг. — Бенеш из Краварж
- 1412–1433 гг. — Вацлав Гржвинац из Горки
- 1433–1446 гг. — Микулаш I Кобик
- 1446–1461 гг. — Микулаш II Рус
- 1461–1478	 гг. — Иржи II Юрса
- 1478–1483 гг. — Бернард II
- 1487–1497 гг. — Марек
- 1497–1502/1504 гг. — Ян I Гиезко из Желива
- 1502/1504 гг. — Штепан II Рамбал
- 1502/1504–1507 гг. — Ян II из Каплиц (из Желива)
- 1508–1525 гг. — Павел I из Кралиц
- 1526–1529 гг. — Ян III Кайла
- 1530–1548 гг. — Мартин Пржемыслович
- 1549–1556 гг. — Бенедикт II Пох
- 1556–1576 гг. — Кашпар из Литовеля
- 1576–1587 гг. — Ян IV Понетовский из Понетова
- 1587–1593 гг. — Павел II Грюнвальд из Грюнвальда
- 1594–1608 гг. — Иржи III Паворин из Паворина
- 1608–1612 гг. — Лукаш Томициус
- 1612–1628 гг. — Иржи IV Леодегар из Забрдовиц
- 1629–1635 гг. — Максимилиан Прахер
- 1635–1641 гг. — Елизеус Хониг
- 1641–1647 гг. — Якуб Гёдинг
- 1647 г. — Ян V Минский
- 1647–1657 гг. — Бедржих II Валентин Шинал
- 1657–1666 гг. — Томаш II Ольшанский
- 1666–1671 гг. — Бедржих III Седлецкий
- 1671–1679 гг. — Алексиус Ворстиус
- 1679–1709 гг. — Норберт Желецкий из Почениц
- 1709–1714 гг. — Бернард III Ванцке
- 1714–1721 гг. — Бенедикт II Бёниш
- 1722–1732 гг. — Роберт II Санциус
- 1732–1741 гг. — Норберт III Умляуф
- 1741–1784 гг. — Павел III Фердинанд Вацлавик